# Neolepisorus minor
Neolepisorus minor là một loài thực vật có mạch trong họ Polypodiaceae. Loài này được W.M. Zhu miêu tả khoa học đầu tiên năm 1979.